# كيفن روي
كيفن روي هو لاعب هوكي الجليد كندي، ولد في 20 مايو 1993 في Greenfield Park, Quebec ‏ في كندا.

## وصلات خارجية
- كيفن روي على موقع دوري الهوكي الوطني (الإنجليزية)
- كيفن روي على موقع EliteProspects.com (الإنجليزية)
- كيفن روي على موقع Eurohockey.com (الإنجليزية)
- كيفن روي على موقع HockeyDB.com (الإنجليزية)
- كيفن روي على موقع Hockey-Reference.com (الإنجليزية)